# Пуаре, Ален
Але́н Пуаре́ (фр. Alain Poiré; 13 февраля 1917, Париж, Франция — 14 января 2000, там же) — французский продюсер.

## Семья
- Сын — Пуаре, Жан-Мари, французский кинорежиссёр, сценарист и кинопродюсер.

## Фильмография
- 1955 — Сын Каролины Шери / Le fils de Caroline chérie
- 1955 — Аристократы / Les aristocrates
- 1961 — Граф Монте-Кристо / Le Comte de Monte-Cristo
- 1963 — Порок и добродетель / Le vice et la vertu
- 1964 — Фантомас / Fantômas
- 1965 — Фантомас разбушевался / Fantomas Se Dechaine
- 1966 — Фантомас против Скотланд-Ярда / Fantomas Contre Scotland Yard
- 1968 — Паша / La Pasha
- 1970 — Несчастье Альфреда / Les Malheurs d’Alfred
- 1970 — Рассеянный / Le Distrait
- 1972 — Высокий блондин в чёрном ботинке / Le Grand Blond Avec Une Chaussure Noir
- 1973 — Чемодан / Дипломатический багаж / La Valise
- 1974 — Возвращение высокого блондина / Le Retour Du Grand Blond
- 1976 — Дракула — отец и сын / Dracula Pere Et Fils
- 1976 — Крылышко или ножка / L' Aile Ou La Cuisse
- 1979 — Удар головой / Coup de tête
- 1980 — Бум / La Boum
- 1980 — Укол зонтиком
- 1981 — Невезучие
- 1982 — Бум 2 / La Boum 2
- 1982 — Никогда до свадьбы / Jamais avant le mariage
- 1986 — Твист снова в Москве / Twist again à Moscou
- 1988 — Студентка
- 1989 — Нежданный гость / L’Invité surprise
- 1990 — Слава моего отца / La Gloire de mon père
- 1990 — Замок моей матери / Le Château de ma mère
- 1992 — Бал недотёп / Le Bal des casse-pieds
- 1993 — / Cuisine et dépendances
- 1993 — Жажда золота / La Soif de l’or
- 1994 — Прятки с наличными / Cache cash
- 1994 — Почему мама на моей кровати? / Pourquoi maman est dans mon lit?
- 1996 — Призрак с шофёром / Fantôme avec chauffeur
- 1996 — Жертвы / Les Victimes
- 1996 — Ягуар / Le Jaguar
- 1998 — Ужин с придурком / Le Dîner de cons
- 1999 — Шпунц / Le Schpountz